# 劍閣古城牆
劍閣古城牆位於四川省劍閣縣普安鎮，文物遺址年代判定為明。1991年4月16日公佈為四川省第三批文物保護單位。

## 簡介[2]
劍閣縣城現存古城牆長350米，高4米，用條石砌築，牆心夯土，保存尚好，城垛猶存，均為明代李壁知劍州時所建。

## 形制
劍閣城牆原周長周長1582米，高5米，厚3米，設六門，東為青陽門，西為德勝門，南為化成門，北為漢陽門，東北為迎思門，西南為鶴鳴門。